# Mons Argaeus

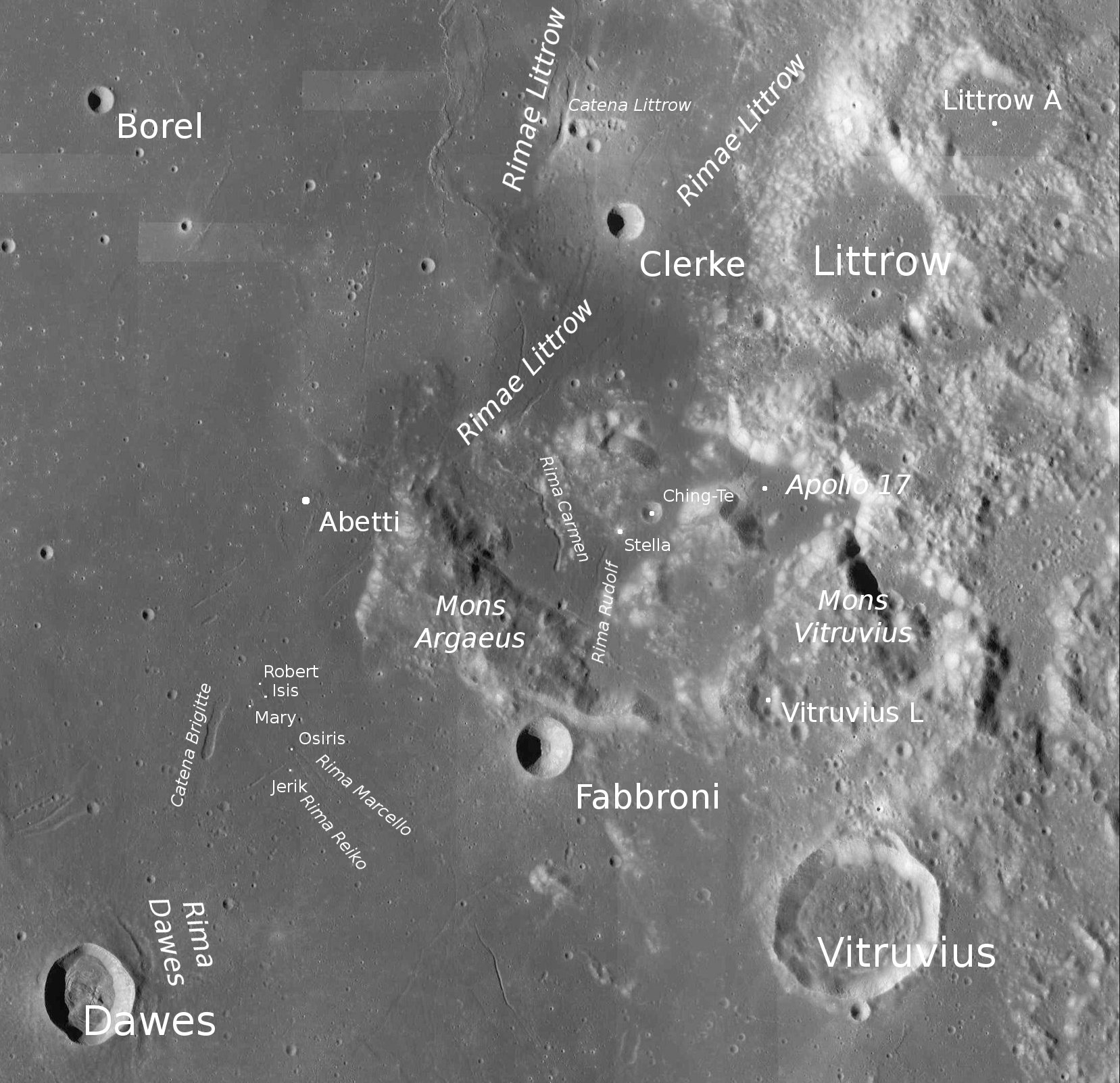
Mons Argaeus ở gần trung tâm

Mons Argaeus là một khối núi ở Mặt Trăng có chiều dài là 65 km hướng về phía đông nam. Núi nằm ở tọa độ 19°20′B 29°01′Đ / 19,33°B 29,01°Đ, nằm trọn trong vị trí giữa biển Mare Serenitatis và biển Mare Tranquillitatis ở ranh giới phía đông của chúng.  Đỉnh có độ cao khoảng 2560 m trên mặt phẳng biển Mare Serenitatis về phía tây.
Apollo 17 đáp xuống ở phía đông của núi Mons Argaeus ở thung lũng Taurus–Littrow (kế bên núi Mons Vitruvius và về phía nam của hố Littrow).
Núi này được đặt tên theo tiếng Latinh cho núi Mount Argaeus, một đỉnh ở Thổ Nhĩ Kỳ giờ được gọi là Erciyes Dağı. Cái tên này được chấp nhận bởi IAU vào năm 1935.